# Hanchuan
Hanchuan (汉川 ; pinyin : Hànchuān) est une ville de la province du Hubei en Chine. C'est une ville-district placée sous la juridiction de la ville-préfecture de Xiaogan.

## Démographie
La population du district était de 1 084 887 habitants en 1999.